# اسکیپتن، ویکتوریا
اسکیپتن (به انگلیسی: Skipton) یک شهرک در استرالیا است که در Corangamite Shire واقع شده‌است.